# Phihitshwane
Phihitshwane is een dorp in het district Southern in Botswana. De plaats telt 682 inwoners (2011).